# Apache Wicket
Apache Wicket est un kit de construction de logiciels (framework) pour aider le développement d'applications Web en langage Java.

## Principe
Tout comme JSF, Tapestry ou GWT, Wicket est un framework à base de composants, à l'inverse des frameworks MVC traditionnels à base d'actions, comme Apache Struts ou Spring MVC par exemple.

### Technologie de présentation
Wicket utilise exclusivement les pages XHTML comme technologie de présentation. De plus, il n'y a aucune logique à écrire directement dans les pages XHTML. Ce qui permet une séparation vue/logique très évoluée. La seule logique présente dans les pages XHTML est l'id des différents composants de la page web.
Wicket adopte également une philosophie de composants réutilisables. Un composant Wicket est un couple classe Java et page XHTML.

### Utilisation
La création d'un site web avec Wicket se rapproche de l'utilisation d'un framework graphique Desktop comme Swing ou SWT, on traite la page comme un objet et on lui ajoute les composants directement en lui donnant l'id du composant en question pour qu'il puisse être lié à la page web.
Wicket permet aussi d'utiliser Ajax et ce sans la nécessité pour le développeur d'écrire du JavaScript. En effet, le code est écrit en Java et Wicket se charge de générer le code JavaScript nécessaire.

### Différentes versions
Les versions de Wicket 6.x nécessitent le JDK 6.0.
La version 1.5.x nécessite le JDK 5.0.
La version 1.3.x se satisfait du JDK 1.4.